# اتفاق الرياض (2019)
اتفاق الرياض، هو اتفاق مصالحة جرى بوساطة سعودية ومشاركة تحالف دعم الشرعية في اليمن، بين الحكومة اليمنية والمجلس الانتقالي الجنوبي، وجرى التوقيع عليه في العاصمة السعودية الرياض، في 5 نوفمبر 2019، برعاية الملك سلمان بن عبد العزيز، وحضور ولي العهد السعودي الأمير محمد بن سلمان، والرئيس اليمني عبدربه منصور هادي وحاكم أبو ظبي الشيخ محمد بن زايد، ورئيس المجلس الانتقالي الجنوبي عيدروس الزبيدي. مثّل الحكومة اليمنية في توقيع الاتفاق سالم الخنبشي، فيما مثّل المجلس الانتقالي الدكتور ناصر الخبجي. يستند الاتفاق على عدد من المبادئ أبرزها الالتزام بحقوق المواطنة الكاملة ونبذ التمييز المذهبي والمناطقي، ووقف الحملات الإعلامية المسيئة.

## خلفية
بدأت جهود المصالحة السعودية عقب وقوع اشتباكات في أغسطس 2019 بين قوات المجلس الانتقالي الجنوبي، والقوات التابعة للحكومة اليمنية في محافظة عدن، نتج عنها سيطرة المجلس الانتقالي على عدن ومناطق أخرى، حيث دعت السعودية طرفي النزاع للحوار في مدينة جدة ومناقشة الخلافات لتوحيد الصف والتصدي لميليشيا الحوثي، كما شاركت الإمارات في هذه المفاوضات التي بدأت في 20 أغسطس حتى 24 أكتوبر 2019.

## بنود الاتفاق
أكد الاتفاق على عدد من البنود، من أبرزها: تفعيل دور كافة سلطات ومؤسسات الدولة اليمنية، وإعادة تنظيم القوات العسكرية تحت قيادة وزارة الدفاع، وإعادة تنظيم القوات الأمنية تحت قيادة وزارة الداخلية، كما شدد على الالتزام بحقوق المواطنة الكاملة لكافة أبناء الشعب اليمني ونبذ التمييز المناطقي والمذهبي ونبذ الفرقة والانقسام، وإيقاف الحملات الإعلامية المسيئة بكافة أنواعها بين الأطراف، وتوحيد الجهود تحت قيادة تحالف دعم الشرعية لاستعادة الأمن والاستقرار في اليمن، ومواجهة التنظيمات الإرهابية، كما نص على تشكيل لجنة تحت إشراف تحالف دعم الشرعية في اليمن بقيادة المملكة العربية السعودية تختص بمتابعة وتنفيذ وتحقيق أحكام الاتفاق وملحقاته، كما تضمن الاتفاق مشاركة المجلس الانتقالي الجنوبي في وفد الحكومة لمشاورات الحل السياسي النهائي لإنهاء انقلاب الميليشيا الحوثية المدعومة من النظام الإيراني.

### الترتيبات السياسية والاقتصادية
1. تشكيل حكومة كفاءات سياسية لا تتعدى 24 وزيرا يعين الرئيس أعضاءها بالتشاور مع رئيس الوزراء والمكونات السياسية على أن تكون الحقائب الوزارية مناصفة بين المحافظات الجنوبية والشمالية وذلك خلال مدة لا تتجاوز ثلاثون يوما من توقيع هذا الاتفاق. ويجري اختيار الأعضاء ممن لم ينخرطوا في أي أعمال قتالية أو تحريضية خلال أحداث عدن وأبين وشبوة.. على أن يؤدي أعضاء الحكومة القسم أمام الرئيس في اليوم التالي لتشكيلها مباشرة في عدن.
2. يعين الرئيس اليمني محافظا ومديرا لأمن محافظة عدن خلال خمسة عشر يوما من تاريخ التوقيع على الاتفاق، كما يتم تعيين محافظين لأبين والضالع خلال ثلاثين يوما من تاريخ التوقيع.
3. يباشر رئيس وزراء الحكومة الحالية عمله في العاصمة المؤقتة عدن خلال مدة لا تتجاوز 7 أيام من تاريخ توقيع الاتفاق لتفعيل كافة مؤسسات الدولة في مختلف المحافظات المحررة، والعمل على صرف الرواتب والمستحقات المالية لمنسوبي جميع القطاعات العسكرية والأمنية والمدنية في الدولة ومؤسساتها في العاصمة المؤقتة عدن وكافة المحافظات المحررة.
4. يعين الرئيس اليمني محافظين ومدراء أمن في بقية المحافظات الجنوبية، خلال ستين يوما من تاريخ توقيع الاتفاق.
5. إدارة موارد الدولة، بما يضمن جمع وإيداع جميع إيرادات الدولة بما فيها الإيرادات النفطية والضريبية والجمركية في البنك المركزي في عدن، والصرف بموجب الميزانية المعتمدة وفق القانون اليمني، وتقديم تقرير دوري يتسم بالشفافية عن إيراداتها ومصروفاتها للبرلمان للتقييم والمراقبة، وأن يساهم خبراء ومختصون إقليميون ودوليون لتقديم المشورة اللازمة في هذا الشأن.
6. تفعيل الجهاز المركزي للرقابة والمحاسبة وإعادة تشكيل الهيئة الوطنية لمكافحة الفساد وتفعيل دورها الرقابي.
7. إعادة تشكيل وتفعيل المجلس الاقتصادي الأعلى ويرتبط برئيس الوزراء لدعم السياسات المالية والنقدية ومكافحة الفساد.

### الترتيبات العسكرية
1. عودة جميع القوات - التي تحركت من مواقعها ومعسكراتها الأساسية باتجاه محافظات عدن وأبين وشبوة منذ بداية شهر أغسطس 2019 م - إلى مواقعها السابقة بكامل أفرادها وأسلحتها وتحل محلها قوات الأمن التابعة للسلطة المحلية في كل محافظة خلال خمسة عشر يوما من تاريخ توقيع الاتفاق.
2. تجميع ونقل الأسلحة المتوسطة والثقيلة بأنواعها المختلفة من جميع القوات العسكرية والأمنية في عدن خلال خمسة عشر يوما من تاريخ توقيع الاتفاق إلى معسكرات داخل عدن تحددها وتشرف عليها قيادة تحالف دعم الشرعية.
3. نقل جميع القوات العسكرية التابعة للحكومة والتشكيلات العسكرية التابعة للمجلس الانتقالي في محافظة عدن إلى معسكرات خارج محافظة عدن تحددها قيادة تحالف دعم الشرعية في اليمن وذلك خلال ثلاثين يوما من تاريخ توقيع الاتفاق، وتوجيهها بموجب خطط معتمدة وتحت إشراف مباشر من قيادة تحالف دعم الشرعية في اليمن، ويستثنى من ذلك اللواء الأول حماية رئاسية والذي يناط به مهمة حماية القصور الرئاسية ومحيطها وتأمين تحركات الرئيس، وتوفير الحماية الأمنية لقيادات المجلس الانتقالي الجنوبي في عدن تحت إشراف قيادة تحالف دعم الشرعية في اليمن.
4. توحيد القوات العسكرية الواردة في الفقرة (3)، وترقيمها وضمها لوزارة الدفاع وإصدار القرارات اللازمة، وتوزيعها وفق الخطط المعتمدة تحت إشراف مباشر من قيادة تحالف دعم الشرعية في اليمن، خلال ستين يوما من تاريخ توقيع الاتفاق.
5. إعادة تنظيم القوات العسكرية في محافظات (أبين ولحج) تحت قيادة وزارة الدفاع بذات الإجراءات التي طبقت في محافظة عدن، خلال ستين يوما من تاريخ التوقيع.
6. إعادة تنظيم القوات العسكرية في بقية المحافظات الجنوبية تحت قيادة وزارة الدفاع بذات الإجراءات التي طبقت في محافظة عدن، خلال تسعين يوما من تاريخ التوقيع.

### الترتيبات الأمنية
1. تتولى قوات الشرطة والنجدة في محافظة عدن مسؤولية تأمين المحافظة مع العمل على إعادة تنظيم القوات التابعة للحكومة والتشكيلات التابعة للمجلس الانتقالي وفق الاحتياج وخطة التأمين، واختيار عناصرها حسب الكفاءة والمهنية والعمل على تدريبها، وترتبط بمدير الأمن في المحافظة وترقم كقوات أمنية تابعة لوزارة الداخلية، خلال ثلاثين يومًا من توقيع الاتفاق.
2. إعادة تنظيم القوات الخاصة ومكافحة الإرهاب في محافظة عدن واختيار العناصر الجديدة فيها من قوات الشرعية والتشكيلات التابعة للمجلس الانتقالي، والعمل على تدريبها، وتعيين قائد لها، وترقم كقوات أمنية تابعة لوزارة الداخلية مع مراعاة السرية فيما يتعلق بعناصر مكافحة الإرهاب، على أن تتولى عمليات مكافحة الإرهاب والمشاركة في تأمين عدن، خلال ثلاثين يومًا من توقيع الاتفاق.
3. إعادة تنظيم القوات المسؤولة عن حماية المنشآت في قوة موحدة باسم قوة حماية المنشآت خلال ثلاثين يومًا من تاريخ توقيع الاتفاق.
4. تتولى قوة حماية المنشآت خلال تسعين يومًا من الاتفاق حماية باقي المنشآت المدنية والحيوية في باقي المحافظات المحررة وموانئ المكلا والضبة والمخا ومنشأة بلحاف.
5. توحيد وإعادة توزيع القوات الأمنية وترقيمها وضمها لوزارة الداخلية وإصدار القرارات اللازمة، خلال ستين يومًا من تاريخ توقيع الاتفاق.
6. إعادة تنظيم القوات الأمنية في محافظات أبين ولحج تحت قيادة وزارة الداخلية بذات الاجراءات التي طبقت في محافظة عدن، خلال ستين يومًا من توقيع الاتفاق.
7. إعادة تنظيم القوات الأمنية في بقية المحافظات الجنوبية التي ليست ضمن قوائم وزارة الداخلية تحت قيادة وزارة الداخلية بذات الإجراءات التي طبقت في محافظة عدن خلال تسعين يومًا من توقيع الاتفاق.

## أبرز ردود الأفعال

### دول
- الإمارات: أشادت دولة الإمارات العربية المتحدة بحكمة الملك سلمان بن عبد العزيز وحنكة سمو الامير محمد بن سلمان وثمنت الدور الإيجابي والبناء للمملكة العربية السعودية على الساحة اليمنية.[8]
- البحرين: أعرب الملك حمد بن عيسى، عن تقديره لجهود الملك سلمان، والأمير محمد بن سلمان في تسوية الأزمة اليمنية، وإعادة الأمن والاستقرار إلى اليمن.
- الكويت: هنأ الشيخ صباح الاحمد أمير دولة الكويت، الملك سلمان بمناسبة التوقيع على وثيقة اتفاق الرياض، مثمنا الدور الكبير والمساعي الحميدة التي قامت بها المملكة العربية السعودية في التقريب بين رؤى الجانبين. كما تلقى الملك سلمان تهنئتين من ولي العهد الشيخ نواف الأحمد، ورئيس مجلس الوزراء الشيخ جابر المبارك.[9]
- مصر: رحبت مصر بالتوقيع على وثيقة اتفاق الرياض، وعدّته خطوة مهمة تعزز من فرص التوصل لحل سياسي شامل للأزمة اليمنية، والالتزام بجميع مرجعيات التسوية السياسية لاسيما مبادرة مجلس التعاون الخليجي وآلياتها التنفيذية ومخرجات الحوار الوطني الشامل وقرار مجلس الأمن رقم 2216.[10]
- الولايات المتحدة: قال الرئيس الأمريكي دونالد ترمب في تغريدة على حسابه بـ «تويتر» إن هذا التوقيع خطوة وبداية «جيدة للغاية».[11]
- روسيا: ذكرت وزارة الخارجية الروسية في بيان لها أن موسكو ترحب بتوقيع الوثيقة وتعدها خطوة مهمة لتوحيد المجتمع اليمني، ومثالاً إيجابياً للتوصل إلى حلول وسط ومقبولة.[12]
- اليابان: رحبت الحكومة اليابانية بالاتفاق وعدته خطوة مهمة نحو استقرار اليمن.[13]

### منظمات
- منظمة التعاون الإسلامي: أكد الأمين العام لمنظمة التعاون الإسلامي الدكتور يوسف العثيمين أن اتفاق الرياض سيسهم في تعزيز أمن واستقرار اليمن والوقوف جبهة واحدة في مواجهة ميليشيات الحوثي، مشدداً على أن التسويات السلمية الدائمة في اليمن تتطلب نوايا مخلصة وعملا جادا دؤوبا يضع مصلحة اليمن فوق كل اعتبار.[14]
- جامعة الدول العربية: رحب الأمين العام لجامعة الدول العربية أحمد أبو الغيط بتوقيع الاتفاق، مشيرا إلى أن السعودية قامت بدورٍ مهم ومُقدَّر في رعاية الاتفاق ودفع الأطراف اليمنية إلى مائدة التفاوض.[15]
- مجلس التعاون الخليجي: وصف الأمين العام لمجلس التعاون لدول الخليج العربية الدكتور عبد اللطيف الزياني الاتفاق بأنه خطوة تاريخية مهمة للحفاظ على أمن اليمن واستقراره ووحدته، وتوحيد الجهود اليمنية لمواجهة جماعة الحوثي واستعادة الشرعية على الأراضي اليمنية كافة.[16]
- الأمم المتحدة: عدّ مبعوث الأمم المتحدة الخاص لليمن مارتن غريفيثس - في بيان أصدره - التوقيع على الاتفاق «خطوة مهمة في جهودنا الجماعية الرامية إلى التوصل إلى تسوية سلمية للنزاع في اليمن»، معربا عن امتنانه للمملكة العربية السعودية «لتوسطها الناجح من أجل إبرام هذه الاتفاقية».[17] كما رحّب مجلس الأمن بجهود الوساطة السعودية وعدّها خطوة مهمة وإيجابية للتوصل إلى حل سياسي شامل في اليمن.[18]

## تسريع الاتفاق
عادت العلاقة للتأزم بين الحكومة اليمنية والمجلس الانتقالي، خصوصا بعد إعلان الأخير عن إقامة إدارة ذاتية وفرض حالة الطوارئ في المناطق التي يسيطر عليها في جنوب البلاد، في 25 أبريل 2020، الأمر الذي أدى إلى تأخير تنفيذ اتفاق الرياض، وهدد بتقويض جهود رأب الصدع التي تقودها السعودية، وهو ما دعاها للمبادرة بجمع طرفي الخلاف من جديد وتقديم مقترحات لإعادتهما إلى التوافقات التي أرساها اتفاق الرياض، واستضافت العاصمة السعودية الرياض في يونيو 2020 جلسات نقاش ومباحثات مع الطرفين، بمشاركة من دولة الإمارات، وفي 29 يوليو، أعلنت السعودية، موافقة الحكومة اليمنية والمجلس الانتقالي الجنوبي على آلية قدّمتها لتسريع العمل باتفاق الرياض عبر نقاط تنفيذية، تشمل استمرار وقف إطلاق النار والتصعيد بين الطرفين، وإعلان المجلس الانتقالي التخلي عن الإدارة الذاتية، ولقيت هذه الخطوة ترحيبا إقليميا وعربيا ودوليا واسعا، وبدأت أولى خطوات تفعيل الاتفاق بإعلان الرئيس عبد ربه منصور هادي تعيين محافظ لعدن ومدير لأمنها، ضمن حزمة قرارات، أبرزها تكليف معين عبد الملك تشكيل حكومة خلال 30 يوماً، كما أكد المتحدث الرسمي للمجلس الانتقالي الجنوبي نزار هيثم دعم المجلس لجهود تحالف دعم الشرعية في تنفيذ اتفاق الرياض، معلناً تخلي المجلس عن إعلان الإدارة الذاتية.

## تشكيل الحكومة
في ديسمبر 2020 أصدر الرئيس عبد ربه منصور هادي مرسوما رئاسيا بتشكيل الحكومة الجديدة وفقا لاتفاق الرياض، وهي حكومة كفاءات سياسية تضم كامل مكونات الطيف اليمني، وذلك بعد أن تم تنفيذ الترتيبات العسكرية الخاصة بخروج القوات العسكرية من عدن إلى خارج المحافظة، وفصل القوات العسكرية في (أبين) ونقلها إلى مواقعها المنتخبة.
ولقيت الخطوة ترحيبا عربيا وإسلاميا وأمميا ودوليا، حيث أشاد بالخطوة ورحب بها كل من المملكة العربية السعودية، والإمارات العربية المتحدة، ومصر، والأردن، والبرلمان العربي، ومنظمة التعاون الإسلامي، وفرنسا، والاتحاد الأوروبي، والمبعوث الأممي إلى اليمن.